# Ctonoxylon
Ctonoxylon är ett släkte av skalbaggar. Ctonoxylon ingår i familjen vivlar.

## Dottertaxa tillCtonoxylon, i alfabetisk ordning[1]
- Ctonoxylon acuminatum
- Ctonoxylon alutaceus
- Ctonoxylon amanicum
- Ctonoxylon atrum
- Ctonoxylon auratum
- Ctonoxylon bosqueiae
- Ctonoxylon camerunum
- Ctonoxylon capensis
- Ctonoxylon caudatum
- Ctonoxylon conradti
- Ctonoxylon cornutum
- Ctonoxylon crenatum
- Ctonoxylon dentigerum
- Ctonoxylon festivum
- Ctonoxylon flavescens
- Ctonoxylon fuscum
- Ctonoxylon griseum
- Ctonoxylon hamatum
- Ctonoxylon hirsutum
- Ctonoxylon hirtellum
- Ctonoxylon intermedium
- Ctonoxylon kivuensis
- Ctonoxylon longipilum
- Ctonoxylon methneri
- Ctonoxylon montanum
- Ctonoxylon nodosum
- Ctonoxylon pygmaeum
- Ctonoxylon setifer
- Ctonoxylon spathifer
- Ctonoxylon spinifer
- Ctonoxylon uniseriatum
- Ctonoxylon usambaricum